# Anasigerpes unifasciata
Anasigerpes unifasciata är en bönsyrseart som beskrevs av Roger Roy 1979. Anasigerpes unifasciata ingår i släktet Anasigerpes och familjen Hymenopodidae. Inga underarter finns listade i Catalogue of Life.